# بارسونزية
بَرْصُنْصِيَة أو البارسونزية (الاسم العلمي: Parsonsia)، جنس نباتات خشبية متسلقة من فصيلة الدفلية. توجد أنواعه في جميع أنحاء إقليم هندوملاوي وأستراليا وميلانيزيا. الاسم العلمي مُهدى للطبيب الإنجليزي جيمس بارسونز ( 1705 - 1770).